# Troy (Ohio)
Troy – miasto w Stanach Zjednoczonych, w zachodniej części stanu Ohio.
Liczba mieszkańców w 2000 roku wynosiła 21 962.